# Кюхенмайстер, Вальтер
Вальтер Кюхенмайстер (нем. Walter Küchenmeister; 9 января 1897 года, Вальдхайм, Саксония, Германия — 15 мая 1943 года, Берлин, Германия) — немецкий журналист, писатель, антифашист, член движения Сопротивления во время Второй мировой войны, член организации «Красная капелла».

## Биография

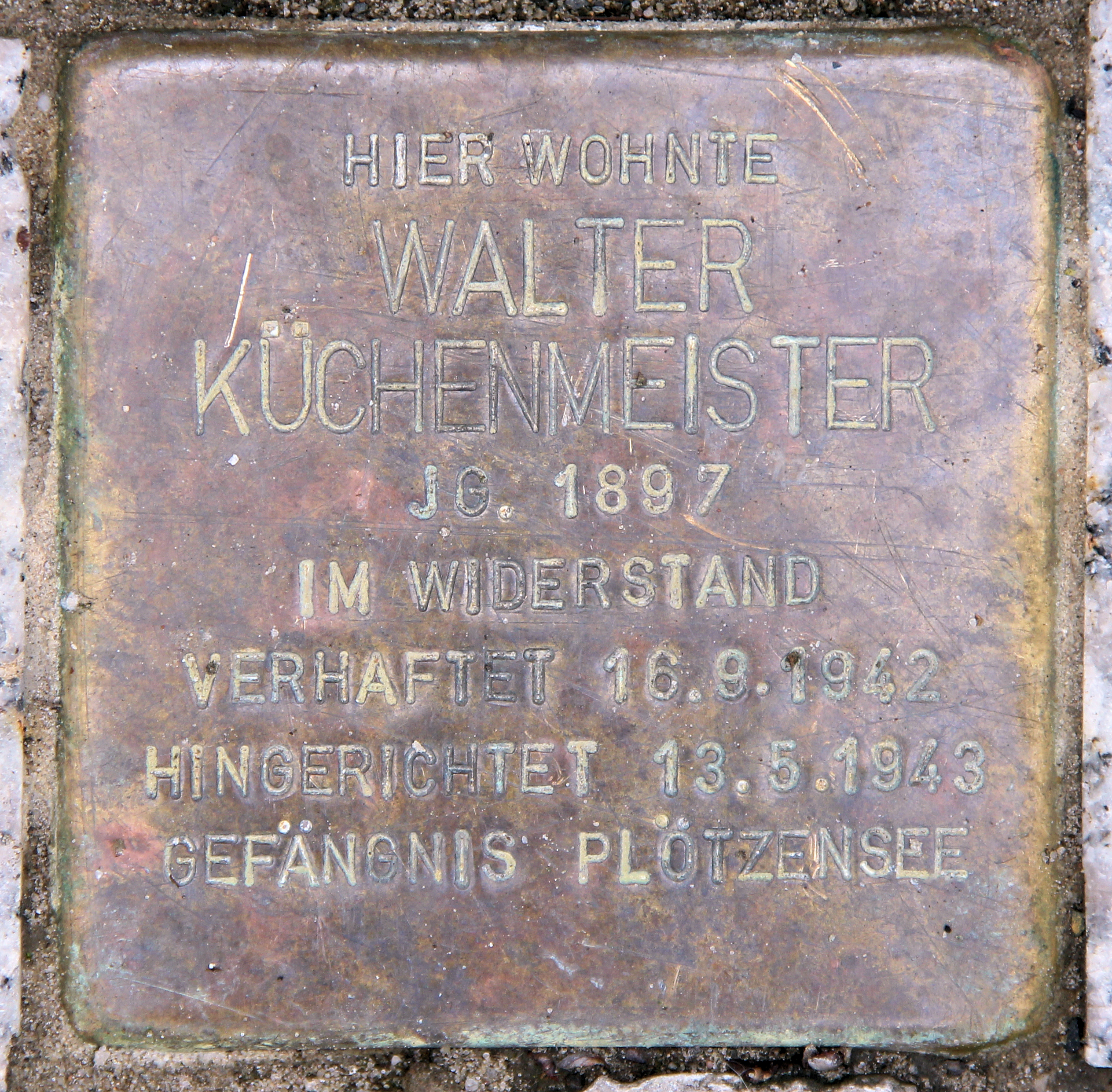
Мемориальная доска в память о Кюхенмайстере в Берлине.

Вальтер Кюхенмайстер родился 9 января 1897 года в Вальдхайме, в Саксонии в Германии. Во время обучения на токаря он был активным членом профсоюза. В 1917—1918 годах служил матросом на Германском имперском флоте и был членом совета моряков на военном корабле «Принц-регент Леопольд» во время Кильского восстания.
В ноябре 1918 года вступил в Социал-демократическую партию Германии (SPD), а в 1920 году в Коммунистическую партию Германии (KPD). С 1921 года работал редактором в различных газетах компартии в Вестфалии . После изгнания из компартии в 1926 году стал писателем.
В том же году в Алене, в Вестфалии женился на Анне Августе Ласновки, и в 1928 году, с женой и старшим сыном Райнером, переехал в Берлин, где вскоре после переезда родился младший сын Клаус.
С приходом нацистов к власти в Германии, в 1933—1934 годах Вальтер был заключен в концентрационный лагерь Зонненбург. C 1935 года вместе с Вернером Дисселем участвовал в издании оппозиционной газеты «Wille zum Reich» («Воля Рейха»). В том же году познакомился с Харро Шульце-Бойзеном и скульптором Куртом Шумахером и присоединился к берлинской группе движения Сопротивления. Участвовал в производстве листовок и политической подготовке студентов.
Заболел туберкулезом, и 1939—1940 годы провел на лечении в санатории в Лейзине, в Швейцарии. Через Вольфганга Лангхофа вступил в контакт с членами, запрещенной нацистами, компартии. С весны 1939 года вел регулярный обмен информацией с Бруно Голдхаммером, Фрицем Шперлингом и Гансом Тойбнером.
После своего возвращения в Германию возобновил активное участие в движении Сопротивления.

### Арест и казнь
16 сентября 1942 года был арестован гестапо. 6 февраля 1943 года Имперский военный трибунал признал его виновным в государственной измене и приговорил к высшей мере наказания. Вальтер Кюхенмайстер был обезглавлен 13 мая 1943 года в тюрьме Плётцензее, в Берлине, в Германии.

### Память
Изображен на картине Карла Баумана «Красная капелла в Берлине» (1941), холст, темпера, 79 х 99 см, хранящейся в Вестфальском Земельном музее в Мюнстере. На месте его последнего адреса в Берлин-Вильмерсдорфе 13 октября 2010 года была установлена памятная плита.